# Прапор Роменського району
Пра́пор Ро́менського райо́ну — офіційний символ Роменського району Сумської області, затверджений 13 лютого 2004 року рішенням 15 сесії Роменської районної ради 24 скликання.

## Опис
Прапор являє собою прямокутне полотнище зі співвідношенням сторін 2:3, що складається з трьох рівновеликих горизонтальних смуг: синьої, зеленої та жовтої.
Прапор повністю ідентичний прапору Кривоозерського району Миколаївщини.

## Символіка
Поєднання синього і жовтого кольору дає зелений — колір життя.